# Campeonato de Futsal de la OFC 2016
El Campeonato de Futsal de la OFC 2016 fue la décima primera edición de dicho torneo. Se realizó entre el 8 y el 13 de febrero en Suva, Fiyi, aunque originalmente estaba planeado que se llevara a cabo en la Polinesia Francesa.
Se disputó en un sistema de todos contra todos en el que participaron: Fiyi, las Islas Salomón, Nueva Caledonia, Nueva Zelanda, Tahití y Vanuatu. El seleccionado salomonense ganó su quinto título y clasificó a la Copa Mundial de fútbol sala de la FIFA 2016 a disputarse en Colombia.

## Participantes
| Fiyi          | Islas Salomón | Nueva Caledonia |
| Nueva Zelanda | Tahití        | Vanuatu         |

## Clasificación
| Equipo          | Pts | PJ | PG | PE | PP | GF | GC | Dif |
| --------------- | --- | -- | -- | -- | -- | -- | -- | --- |
| Islas Salomón   | 15  | 5  | 5  | 0  | 0  | 23 | 3  | 18  |
| Nueva Zelanda   | 12  | 5  | 4  | 0  | 1  | 16 | 8  | 8   |
| Tahití          | 9   | 5  | 3  | 0  | 2  | 18 | 10 | 8   |
| Vanuatu         | 6   | 5  | 2  | 0  | 3  | 14 | 21 | -7  |
| Nueva Caledonia | 3   | 5  | 1  | 0  | 4  | 11 | 18 | -7  |
| Fiyi            | 0   | 5  | 0  | 0  | 5  | 5  | 27 | -22 |

## Resultados
| 8 de febrero de 2016 | Nueva Caledonia                                                      | 5:1 (2:1) | Fiyi        | Vodafone Arena, Suva       |                            |
|                      | Boit 2 PT' 18 PT' · Pourouroro 15 ST' · Kaouwi 19 ST' · Poale 20 ST' | Reporte   | Euzen 6 PT' | Árbitro(s): Chris Sinclair | Árbitro(s): Chris Sinclair |

| 8 de febrero de 2016 | Vanuatu | 0:5 (0:0) | Nueva Zelanda                                                      | Vodafone Arena, Suva       |                            |
|                      |         | Reporte   | Burns 2 ST' · Malivuk 3 ST' 12 ST' · Sinkora 11 ST' · Osman 15 ST' | Árbitro(s): Amitesh Behari | Árbitro(s): Amitesh Behari |

| 8 de febrero de 2016 | Islas Salomón                                 | 3:0 (2:0) | Tahití | Vodafone Arena, Suva       |                            |
|                      | Ragomo 3 PT' · Wetney 8 PT' · Lea'alafa 1 ST' | Reporte   |        | Árbitro(s): Ryan Shepheard | Árbitro(s): Ryan Shepheard |

| 9 de febrero de 2016 | Vanuatu                                                              | 5:2 (2:1) | Fiyi                | Vodafone Arena, Suva   |                        |
|                      | Mansale 17 PT' · Rakom 20 PT' 3 ST' · 5 ST' (a.g.) · Tuigaloa 11 ST' | Reporte   | Tuilau 3 PT' 18 ST' | Árbitro(s): Rex Kamusu | Árbitro(s): Rex Kamusu |

| 9 de febrero de 2016 | Nueva Caledonia | 1:5 (0:4) | Islas Salomón                                                 | Vodafone Arena, Suva     |                          |
|                      | Pei 8 ST'       | Reporte   | Stevenson 3 PT' 3 ST' · Lea'alafa 7 PT' · Makau 19 PT' 20 PT' | Árbitro(s): Antony Riley | Árbitro(s): Antony Riley |

| 9 de febrero de 2016 | Nueva Zelanda                          | 3:2 (2:0) | Tahití                            | Vodafone Arena, Suva      |                           |
|                      | Osman · Ashby-Peckam · Manickum 12 ST' | Reporte   | da Silva 10 ST' · Faarahia 18 ST' | Árbitro(s): Darius Turner | Árbitro(s): Darius Turner |

| 10 de febrero de 2016 | Nueva Caledonia                   | 3:6 (2:1) | Vanuatu                                                                  | Vodafone Arena, Suva    |                         |
|                       | Caunes 1 PT' 12 PT' · Hamu 20 ST' | Reporte   | Mansale 10 PT' · Hungai 1 ST' 6 ST' · Tuigaloa 4 ST' 5 ST' · Luie 17 ST' | Árbitro(s): Philip Mana | Árbitro(s): Philip Mana |

| 10 de febrero de 2016 | Islas Salomón                                     | 4:1 (1:0) | Nueva Zelanda  | Vodafone Arena, Suva       |                            |
|                       | Ragomo 8 PT' 11 ST' · Wetney 10 ST' · Bule 20 ST' | Reporte   | Malivuk 12 ST' | Árbitro(s): Ryan Shepheard | Árbitro(s): Ryan Shepheard |

| 10 de febrero de 2016 | Fiyi         | 1:9 (0:3) | Tahití | Vodafone Arena, Suva       |                            |
|                       | Sahib 17 ST' | Reporte   | Turihono 3 PT' · A. Tino 16 PT' 8 ST' · Tave 20 PT' · Kaiha 5 ST' · Tave 15 ST' · S. Tino 16 ST' · Faarahia 19 ST' · Wong 20 ST' | Árbitro(s): Chris Sinclair | Árbitro(s): Chris Sinclair |

| 12 de febrero de 2016 | Tahití                   | 2:1 (1:0) | Nueva Caledonia | Vodafone Arena, Suva   |                        |
|                       | Kaiha 1 PT' · Tave 8 ST' | Reporte   | Poadae 7 ST'    | Árbitro(s): Rox Kamusu | Árbitro(s): Rox Kamusu |

| 12 de febrero de 2016 | Islas Salomón                                                                  | 6:1 (3:1) | Vanuatu       | Vodafone Arena, Suva     |                          |
|                       | Lea'alafa 6 PT' 18 ST' · Wetney 7 PT' · Stevenson 18 PT' 13 ST' · Egeta 19 ST' | Reporte   | Hungai 11 PT' | Árbitro(s): Antony Riley | Árbitro(s): Antony Riley |

| 12 de febrero de 2016 | Fiyi        | 1:3 (0:2) | Nueva Zelanda                                     | Vodafone Arena, Suva        |                             |
|                       | Sahib 6 ST' | Reporte   | Barham 17 PT' · Manickum 20 PT' · da Silva 13 ST' | Árbitro(s): Love Malenavare | Árbitro(s): Love Malenavare |

| 13 de febrero de 2016 | Tahití                                                        | 5:2 (2:1) | Vanuatu                          | Vodafone Arena, Suva       |                            |
|                       | Rateau 17 PT' 12 ST' · S. Tino 18 PT' · A. Tino 14 PT' 18 ST' | Reporte   | Hanghangkon 3 PT' · Rakom 18 ST' | Árbitro(s): Chris Sinclair | Árbitro(s): Chris Sinclair |

| 13 de febrero de 2016 | Fiyi | 0:5 (0:4) | Islas Salomón                                                  | Vodafone Arena, Suva     |                          |
|                       |      | Reporte   | Ragomo 6 PT' · Wetney 7 PT' · Makau 9 PT' · Laua 17 PT' 15 ST' | Árbitro(s): Antony Riley | Árbitro(s): Antony Riley |

| 13 de febrero de 2016 | Nueva Zelanda                                                      | 4:1 (3:1) | Nueva Caledonia | Vodafone Arena, Suva   |                        |
|                       | Malivuk 13 PT' · Lissington 16 PT' · Burns 20 PT' · Vaughan 16 ST' | Reporte   | Boit 1 PT'      | Árbitro(s): Rex Kamusu | Árbitro(s): Rex Kamusu |

| Bandera de Islas Salomón          |
| Campeón Islas Salomón 5.to título |